# Iglesia de San Juan Bautista (Estella)
La iglesia de San Juan Bautista está situada en la Plaza de los Fueros de Estella (Navarra, España). Es la parroquia del barrio de San Juan, que es el centro comercial y de ocio de la ciudad. 

## Descripción
Iniciada a finales del siglo XII y consagrada en 1187, conserva la portada norte de estilo románico. Fue muy renovada durante el siglo XIV, al que pertenece la portada sur de estilo gótico, y durante el siglo XVI. El 26 de diciembre de 1846 se desmoronó una torre, que se llevó por delante la fachada y parte de la bóveda central. 
La fachada actual se construyó durante el siglo XIX en estilo neoclásico. Las dos torres se completaron en 1901. La fachada tiene algún parecido con la de la iglesia de Trinità dei Monti, situada en la Plaza de España de Roma, especialmente su cuerpo central con dos relojes laterales y un ventanal central de medio arco. Tiene un total de 28.9 m de altura.
El retablo mayor renacentista de los Santos Juanes (Juan el Bautista y Juan el Apóstol), del año 1563, fue obra de fray Juan de Beauves, en la parte escultórica, y Pierre Picart que hizo la estructura arquitectónica. En él destaca un gran desnudo del Cristo de la Quinta Angustia. Tiene numerosas semejanzas con el retablo mayor de la Iglesia de San Juan Evangelista de Ochagavía.

## Imágenes

Iglesia de San Juan Bautista
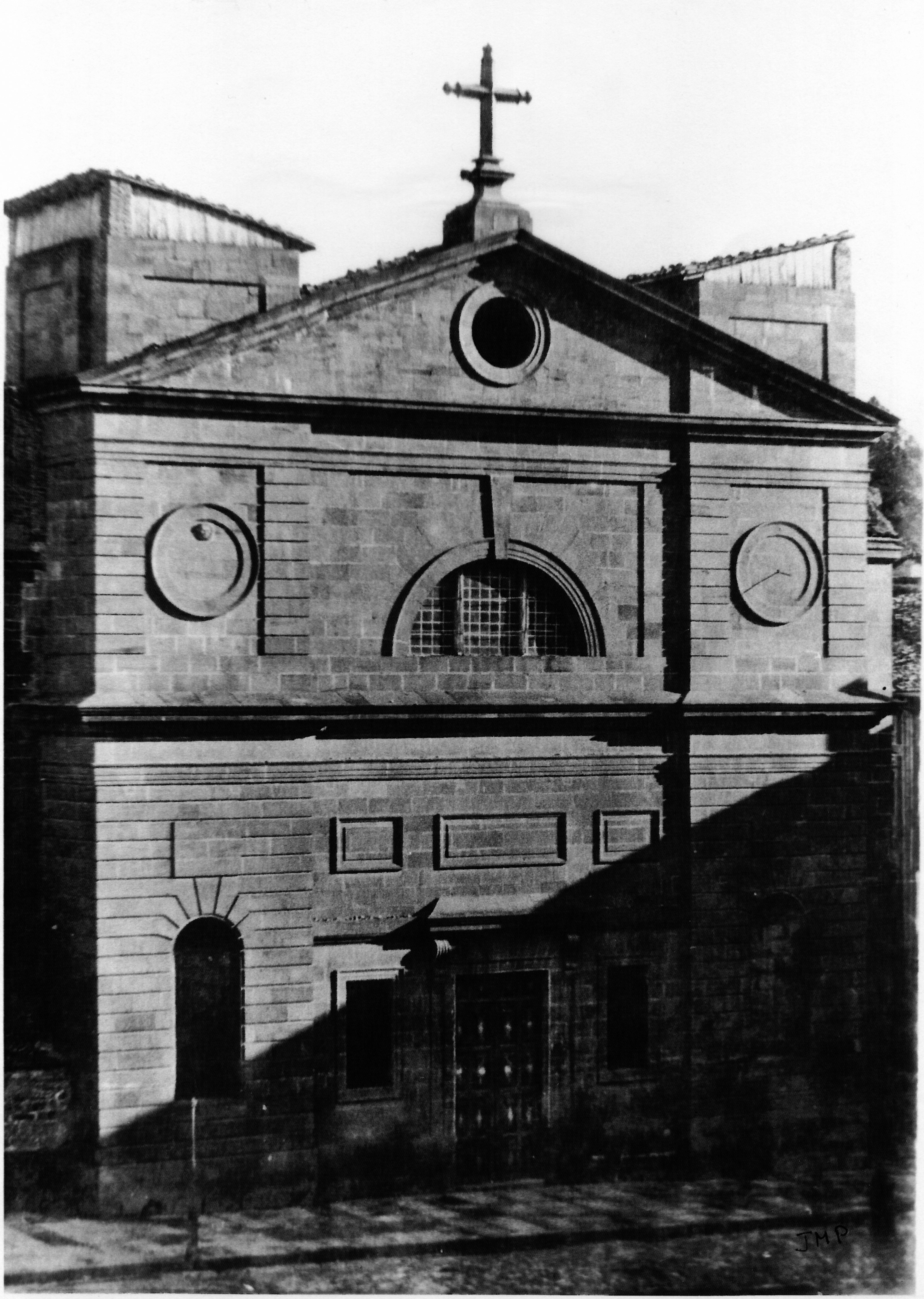
Portada sin torres (antes de 1901).
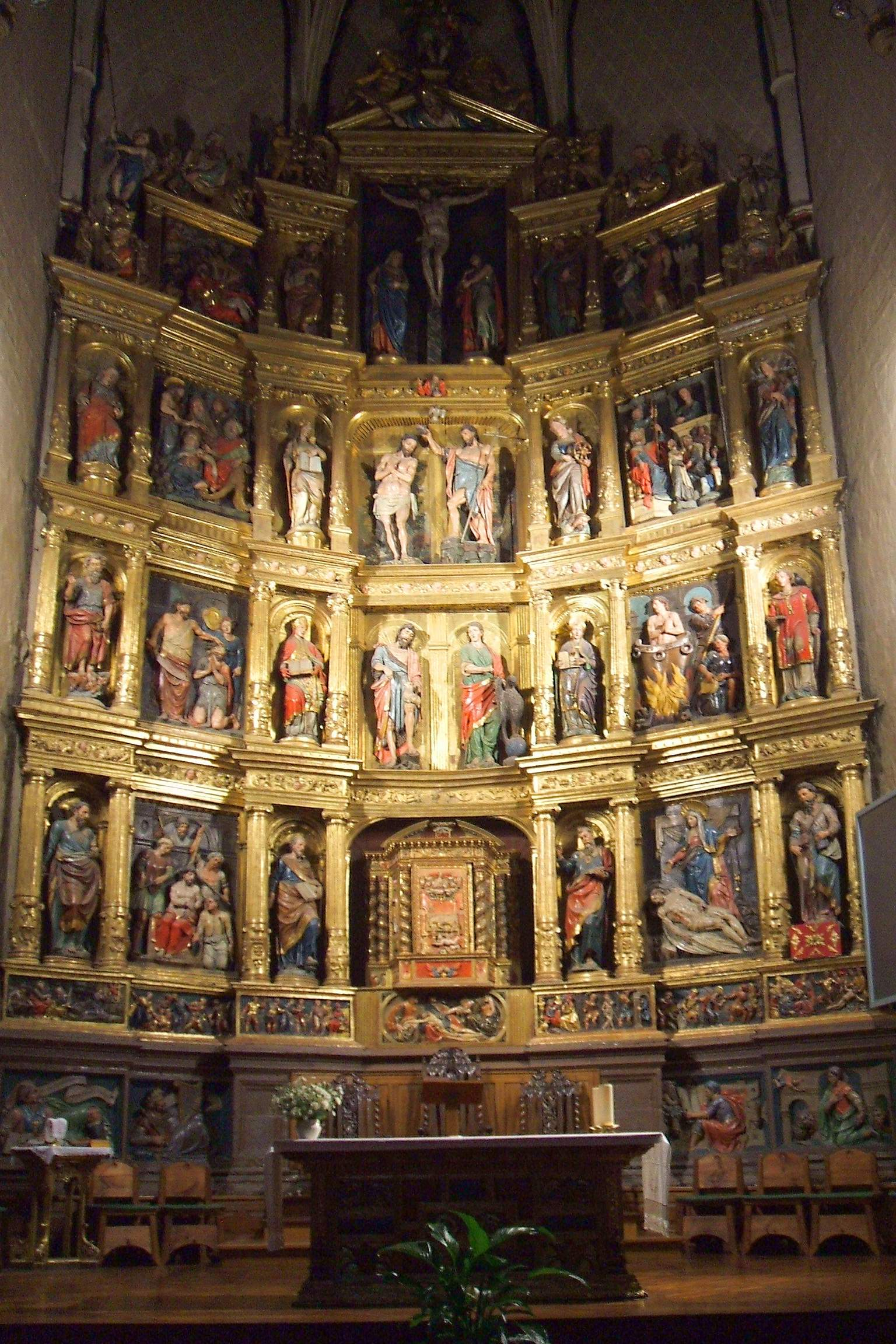
Retablo mayor.
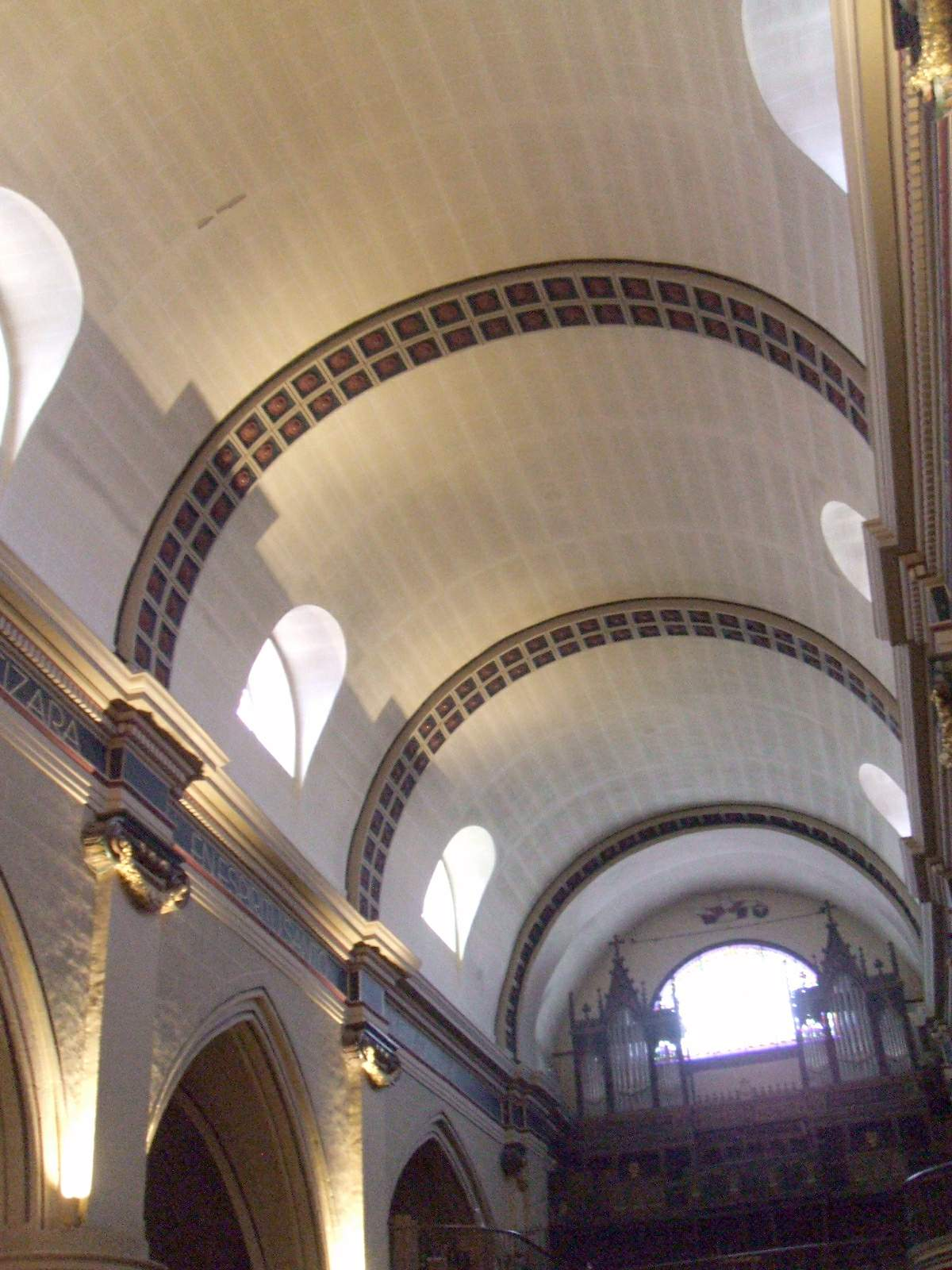
Techo de la nave central.
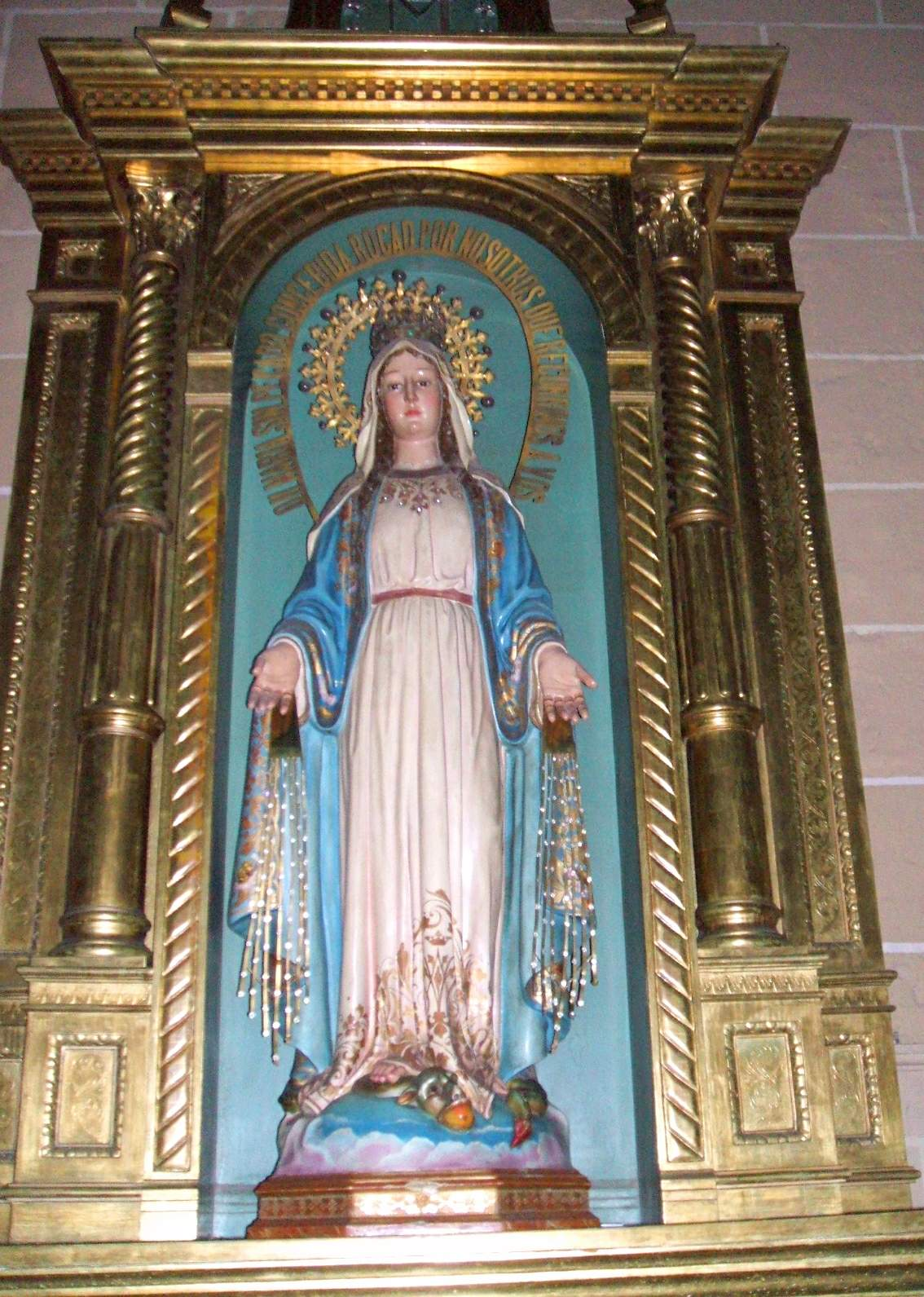
Retablo de la Virgen.